# Alessandria Unione Sportiva 1972-1973
Questa voce raccoglie le informazioni riguardanti l'Alessandria Unione Sportiva nelle competizioni ufficiali della stagione 1972-1973.

## Stagione
Nella stagione 1972-1973 l'Alessandria Unione Sportiva disputò il nono campionato di Serie C della sua storia. Vinse la prima edizione della Coppa Italia Semiprofessionisti.

## Divise
| 1ª divisa | 2ª divisa |

## Organigramma societario
Area direttiva
- Presidente: Remo Sacco
- Vice presidenti: Rinaldo Borasio, Tito Testa
- Segretari: Santino Ciceri e, fino al 3 giugno, Piero Zorzoli
- Collaboratori: Luigi Armano, Pino Astuti, Innocenzo Barberis, Ugo Boccassi, Lino Boidi, Emilio Cassinelli, Lino Garavelli, Marcello Marcellini, Carlo Sacco e Paolo Sacco

Area tecnica
- Allenatore: Giuseppe Marchioro
- Allenatore in 2ª: Anselmo Giorcelli
- Direttore sportivo: Gino Armano

Area sanitaria
- Medico sociale: Luigi Mazza
- Massaggiatore: Sergio Viganò

## Rosa
| N. |                   | Ruolo | Calciatore           |
| -- | ----------------- | ----- | -------------------- |
|    | Italia (bandiera) | P     | Flavio Pozzani       |
|    | Italia (bandiera) | D     | Massimo Berta        |
|    | Italia (bandiera) | D     | Roberto Bodina       |
|    | Italia (bandiera) | D     | Marcello Di Brino    |
|    | Italia (bandiera) | D     | Attilio Maldera (II) |
|    | Italia (bandiera) | D     | Bruno Mayer          |
|    | Italia (bandiera) | D     | Ezio Paparelli       |
|    | Italia (bandiera) | C     | Sergio Cini          |
|    | Italia (bandiera) | C     | Antonio Colombo      |
|    | Italia (bandiera) | C     | Arrigo Dolso         |

| N. |                   | Ruolo | Calciatore            |
| -- | ----------------- | ----- | --------------------- |
|    | Italia (bandiera) | C     | Valentino Leonarduzzi |
|    | Italia (bandiera) | C     | Giuseppe Lorenzetti   |
|    | Italia (bandiera) | C     | Luigi Manueli         |
|    | Italia (bandiera) | C     | Graziano Nobili       |
|    | Italia (bandiera) | C     | Eugenio Pivetta       |
|    | Italia (bandiera) | C     | Roberto Salvadori     |
|    | Italia (bandiera) | C     | Giancarlo Snidaro     |
|    | Italia (bandiera) | A     | Bruno Bianchi         |
|    | Italia (bandiera) | A     | Angelo Mammì          |
|    | Italia (bandiera) | A     | Ezio Musa             |
|    | Italia (bandiera) | A     | Franco Vanzini        |

## Risultati

### Girone di andata
| Piacenza 17 settembre 1972 | Piacenza           | 0 – 0 | Alessandria | Stadio Galleana\| Arbitro: \| V. Lattanzi (Roma) \| |
| Arbitro:                   | V. Lattanzi (Roma) |       |             |                                                     |

| Arbitro: | Del Fiandra (Massa) |

|        |           |                       |
| Musa , | Marcatori | Inferrera A. Flaborea |

| Arbitro: | Fuschi (Pescara) |

|  |           |                |
|  | Marcatori | 66’ Lorenzetti |

| Alessandria 8 ottobre 1972 | Alessandria                 | 0 – 0 | Savona | Stadio Giuseppe Moccagatta\| Arbitro: \| Moretto (San Donà di Piave) \| |
| Arbitro:                   | Moretto (San Donà di Piave) |       |        |                                                                         |

| Arbitro: | Schena (Foggia) |

|            |           |             |
| Medeot 85’ | Marcatori | 49’ Bianchi |

| Arbitro: | Lenardon (Siena) |

|          |           |                 |
| Sega 29’ | Marcatori | 23’ (rig.) Musa |

| Arbitro: | Frasso (Capua) |

|                              |           |  |
| Berta 2’ Gastaldi 84’ (aut.) | Marcatori |  |

| Arbitro: | Lanzetti (Viterbo) |

|                       |           |                                                   |
| Motta 48’ Sollier 77’ | Marcatori | 38’, 59’ Lorenzetti 75’ (aut.) Porzio 79’ Bianchi |

| Arbitro: | Baldoni (Ancona) |

|                |           |  |
| A. Maldera 79’ | Marcatori |  |

| Arbitro: | Benedetti (Roma) |

|               |           |                                 |
| Ciclitira 15’ | Marcatori | 3’ Vanzini 56’ Manueli 82’ Musa |

| Arbitro: | Menicucci (Firenze) |

|                                   |           |                   |
| Bianchi 35’, 59’ (rig.) Berta 38’ | Marcatori | 79’ (rig.) Blasig |

| Arbitro: | Turiano (Reggio Calabria) |

|               |           |               |
| Fumagalli 70’ | Marcatori | 50’ Salvadori |

| Arbitro: | Vannucchi (Bologna) |

|                            |           |  |
| Lorenzetti 30’ Bianchi 63’ | Marcatori |  |

| Verbania 17 dicembre 1972 | Verbania               | 0 – 0 | Alessandria | Stadio dei Pini\| Arbitro: \| Martinelli (Catanzaro) \| |
| Arbitro:                  | Martinelli (Catanzaro) |       |             |                                                         |

| Arbitro: | Lattanzi (Roma) |

|                                |           |              |
| Prunecchi 2’ (rig.) Biondi 54’ | Marcatori | 7’, 78’ Musa |

| Arbitro: | Chiapponi (Livorno) |

|                      |           |  |
| Musa 40’, 62’ (rig.) | Marcatori |  |

| Arbitro: | Barboni (Firenze) |

|                      |           |              |
| Barboglio 90’ (aut.) | Marcatori | 40’ Chigioni |

| Legnano 21 gennaio 1973 | Legnano         | 0 – 0 | Alessandria | Stadio Comunale\| Arbitro: \| Schena (Foggia) \| |
| Arbitro:                | Schena (Foggia) |       |             |                                                  |

| Arbitro: | Levrero (Genova) |

|                             |           |                 |
| Musa 18’ (rig.) Bianchi 60’ | Marcatori | 30’, 87’ Serato |

### Girone di ritorno
| Arbitro: | Scolari (Verona) |

|                      |           |                     |
| Musa 39’ (rig.), 67’ | Marcatori | 11’, 62’ Migliorati |

| Arbitro: | Lenardon (Siena) |

|  |           |                   |
|  | Marcatori | 47’ Cini 82’ Musa |

| Arbitro: | Clerico (Chiavari) |

|           |           |                      |
| Dolso 29’ | Marcatori | 81’ (aut.) Paparelli |

| Arbitro: | Bianchi (Firenze) |

|                          |           |                      |
| Gottardo 86’ Panucci 87’ | Marcatori | 53’ (aut.) Paterlini |

| Arbitro: | Marino (Taranto) |

|                         |           |  |
| Lorenzetti 38’ Musa 53’ | Marcatori |  |

| Arbitro: | Moretto (San Donà di Piave) |

|               |           |  |
| Salvadori 55’ | Marcatori |  |

| Tortona 25 marzo 1973 | Derthona      | 0 – 0 | Alessandria | Stadio Fausto Coppi (6.000 spett.)\| Arbitro: \| Ciulli (Roma) \| |
| Arbitro:              | Ciulli (Roma) |       |             |                                                                   |

| Alessandria 1º aprile 1973 | Alessandria      | 0 – 0 | Cossatese | Stadio Giuseppe Moccagatta\| Arbitro: \| Fuschi (Pescara) \| |
| Arbitro:                   | Fuschi (Pescara) |       |           |                                                              |

| Arbitro: | Menicucci (Firenze) |

|              |           |  |
| Pandolfi 36’ | Marcatori |  |

| Arbitro: | Benedetti (Roma) |

|                 |           |             |
| Musa 29’ (rig.) | Marcatori | 45’ Gennari |

| Arbitro: | Mascia (Milano) |

|                           |           |  |
| Blasig 32’ Pellizzari 86’ | Marcatori |  |

| Arbitro: | Terpin (Trieste) |

|                         |           |  |
| Manueli 36’ Vanzini 79’ | Marcatori |  |

| Vercelli 6 maggio 1973 | Pro Vercelli        | 0 – 0 | Alessandria | Stadio Leonida Robbiano\| Arbitro: \| Chiapponi (Livorno) \| |
| Arbitro:               | Chiapponi (Livorno) |       |             |                                                              |

| Arbitro: | Lanzetti (Viterbo) |

|               |           |  |
| Salvadori 73’ | Marcatori |  |

| Trieste 20 maggio 1973 | Triestina      | 0 – 0 | Alessandria | Stadio Giuseppe Grezar\| Arbitro: \| Frasso (Capua) \| |
| Arbitro:               | Frasso (Capua) |       |             |                                                        |

| Arbitro: | Busalacchi (Palermo) |

|                                               |           |                              |
| Vanzini 29’ Bianchi 72’ (rig.) Lorenzetti 83’ | Marcatori | 27’ Chierico 32’ Facchinello |

| Arbitro: | Lenardon (Siena) |

|               |           |         |
| Mondonico 71’ | Marcatori | 5’ Musa |

| Arbitro: | Ciulli (Roma) |

|                                  |           |              |
| Mongitore 58’ (aut.) Vanzini 79’ | Marcatori | 11’ Cascella |

| Arbitro: | Turiano (Reggio Calabria) |

|  |           |                           |
|  | Marcatori | 6’ Lorenzetti 48’ Bianchi |

### Coppa Italia Semiprofessionisti

#### Girone eliminatorio
| Arbitro: | Mascia (Milano) |

|                                           |           |                 |
| Mammì 13’, 56’ Lorenzetti 41’, 56’ (rig.) | Marcatori | 89’ Malcontenti |

| Savona 27 agosto 1972                                            | Savona    | 1 – 2              | Alessandria | Stadio Valerio Bacigalupo |
| \| \| \| \| \| Panucci 60’ \| Marcatori \| 11’ Mammì 27’ Musa \| |           |                    |             |                           |
|                                                                  |           |                    |             |                           |
| Panucci 60’                                                      | Marcatori | 11’ Mammì 27’ Musa |             |                           |

| Tortona 30 agosto 1972                                             | Derthona  | 2 – 2           | Alessandria | Stadio Fausto Coppi (5.000 spett.) |
| \| \| \| \| \| Bonacina Ghidoni \| Marcatori \| Musa Lorenzetti \| |           |                 |             |                                    |
|                                                                    |           |                 |             |                                    |
| Bonacina Ghidoni                                                   | Marcatori | Musa Lorenzetti |             |                                    |

| Asti 3 settembre 1972                                                                       | Asti MaCoBi | 1 – 4                                         | Alessandria | Stadio Censin Bosia |
| \| \| \| \| \| Alessio 51’ \| Marcatori \| 65’, 87’ (rig.) Musa 70’ Lorenzetti 83’ Mammì \| |             |                                               |             |                     |
|                                                                                             |             |                                               |             |                     |
| Alessio 51’                                                                                 | Marcatori   | 65’, 87’ (rig.) Musa 70’ Lorenzetti 83’ Mammì |             |                     |

| Alessandria 6 settembre 1972               | Alessandria | 1 – 0 | Savona | Stadio Giuseppe Moccagatta |
| \| \| \| \| \| Musa 64’ \| Marcatori \| \| |             |       |        |                            |
|                                            |             |       |        |                            |
| Musa 64’                                   | Marcatori   |       |        |                            |

| Alessandria 10 settembre 1972 | Alessandria | 0 – 0 | Derthona | Stadio Giuseppe Moccagatta |

#### Ottavi di finale
| Arbitro: | Del Fiandra (Massa) |

|                                   |           |  |
| Vanzini 39’, 57’ Bianchi 52’, 67’ | Marcatori |  |

| Arbitro: | Vaccaro (Torino) |

|             |           |             |
| Tonelli 58’ | Marcatori | 50’ Bianchi |

#### Quarti di finale
| Arbitro: | Celli (Trieste) |

|                    |           |          |
| Bianchi (rig) Cini | Marcatori | Morosini |

| La Spezia 31 maggio 1973 Ritorno | Spezia             | 0 – 0 | Alessandria | Stadio Alberto Picco\| Arbitro: \| V. Lattanzi (Roma) \| |
| Arbitro:                         | V. Lattanzi (Roma) |       |             |                                                          |

#### Semifinali
| Arbitro: | Moretto (San Donà di Piave) |

|                      |           |           |
| Musa 63’ Colombo 68’ | Marcatori | 82’ Corni |

| Arbitro: | Ciulli (Roma) |

|                          |           |                              |
| Matricciani 46’ Lodi 60’ | Marcatori | 70’ Salvadori 77’ Lorenzetti |

#### Finale
| Arbitro: | Levrero (Genova) |

|                                               |           |                             |
| Maldera II 16’ Cini 65’ Lorenzetti 108’, 112’ | Marcatori | 49’ Bongiorni 64’ Palazzese |

## Statistiche

### Statistiche di squadra
| Competizione                    | Punti | In casa | In casa | In casa | In casa | In casa | In casa | In trasferta | In trasferta | In trasferta | In trasferta | In trasferta | In trasferta | Totale | Totale | Totale | Totale | Totale | Totale | DR  |
| Competizione                    | Punti | G       | V       | N       | P       | Gf      | Gs      | G            | V            | N            | P            | Gf           | Gs           | G      | V      | N      | P      | Gf     | Gs     | DR  |
| ------------------------------- | ----- | ------- | ------- | ------- | ------- | ------- | ------- | ------------ | ------------ | ------------ | ------------ | ------------ | ------------ | ------ | ------ | ------ | ------ | ------ | ------ | --- |
| Serie C                         | 51    | 19      | 11      | 8       | 0       | 30      | 13      | 19           | 5            | 11           | 3            | 19           | 14           | 38     | 16     | 19     | 3      | 49     | 27     | +22 |
| Coppa Italia Semiprofessionisti | -     | 6       | 5       | 1       | 0       | 12      | 3       | 7            | 3            | 4            | 0            | 15           | 9            | 13     | 8      | 5      | 0      | 27     | 12     | +15 |
| Totale                          | -     | 25      | 16      | 9       | 0       | 42      | 16      | 26           | 8            | 15           | 3            | 34           | 23           | 51     | 24     | 24     | 3      | 76     | 39     | +37 |

### Statistiche dei giocatori
| Giocatore       | Serie C  | Serie C | Coppa Italia Semipro | Coppa Italia Semipro | Totale   | Totale |
| Giocatore       | Presenze | Reti    | Presenze             | Reti                 | Presenze | Reti   |
| --------------- | -------- | ------- | -------------------- | -------------------- | -------- | ------ |
| M. Berta        | 37       | 2       | 10                   | 0                    | 47       | 2      |
| B. Bianchi      | 27       | 8       | 4                    | 4                    | 31       | 12     |
| Bodina          | 2        | 0       | 4                    | 0                    | 6        | 0      |
| S. Cini         | 15       | 1       | 5                    | 2                    | 20       | 3      |
| A. Colombo      | 20       | 0       | 12                   | 1                    | 32       | 1      |
| C. Croci        | 8        | -5      | 2                    | -2                   | 10       | -7     |
| M. Di Brino     | 32       | 0       | 11                   | 0                    | 43       | 0      |
| A. Dolso        | 13       | 1       | 9                    | 0                    | 22       | 1      |
| V. Leonarduzzi  | 5        | 0       | 4                    | 0                    | 9        | 0      |
| G. Lorenzetti   | 36       | 7       | 12                   | 6                    | 48       | 13     |
| A. Maldera (II) | 32       | 1       | 8                    | 1                    | 40       | 2      |
| A. Mammì        | 4        | 0       | 5                    | 4                    | 9        | 4      |
| L. Manueli      | 25       | 2       | 5                    | 0                    | 30       | 2      |
| B. Mayer        | 17       | 0       | 8                    | 0                    | 25       | 0      |
| E. Musa         | 36       | 15      | 11                   | 6                    | 47       | 21     |
| G. Nobili       | -        | -       | 1                    | 0                    | 1        | 0      |
| E. Paparelli    | 37       | 0       | 12                   | 0                    | 49       | 0      |
| E. Pivetta      | -        | -       | 1                    | 0                    | 1        | 0      |
| F. Pozzani      | 30       | -22     | 12                   | -10                  | 42       | -32    |
| R. Salvadori    | 37       | 3       | 10                   | 1                    | 47       | 4      |
| G. Snidaro      | 1        | 0       | -                    | -                    | 1        | 0      |
| F. Vanzini      | 32       | 4       | 7                    | 2                    | 39       | 6      |